# 貴州 (廣西)
貴州，唐朝时设置的州。
武德四年（621年），改南定州郁林郡为南尹州，贞观八年（634年）改为贵州，天宝、至德时郡名怀泽郡。土贡：金、银、铅器、纻布。三千二十六户，九千三百口。四县：郁林县（今广西贵港市）、怀泽县（今广西贵港市瓦塘镇思怀村）、潮水县（今广西贵港市覃塘区三里镇西城村）、义山县。
元朝时8891户。至元十四年（1277年）設置行貴州事，管轄郁林县。大德九年（1305年）废郁林县。明朝洪武二年（1369年），改称貴县。
貴州刺史
- 李元轨（唐高宗、武后时）
- 封言道（683年，未任）
- 朱景阳（741年）
- 吴怀忠（742年）
- 邓某（806年—810年）
- 谢雕（元和年间）
- 支讷（咸通年间）
- 王铳（877年）